# 圣阿洛齐
圣阿洛齐（法語：Sainte-Alauzie，法語發音：[sɛ̃t alozi]）是法国洛特省的一个旧市镇，属于卡奥尔区。2017年1月1日，圣阿洛齐与市镇卡斯泰尔诺蒙拉捷合并为新市镇卡斯泰尔诺蒙拉捷-圣阿洛齐。2024年1月1日起，新市镇恢复“卡斯泰尔诺蒙拉捷”一名。

## 地理
圣阿洛齐（44°18'48"N, 1°18'54"E）面积12.22 平方千米，位于法国奧克西塔尼大區洛特省，该省份为法国西南部内陆省份，北起顺时针与科雷兹省、康塔爾省、阿韦龙省、塔恩-加龙省、洛特-加龍省和多尔多涅省接壤。
与圣阿洛齐接壤的市镇（或旧市镇、城区）包括：索沃泰尔、卡斯泰尔诺蒙拉捷、塞扎克、拉斯卡巴讷、佩恩、圣西普里安。
圣阿洛齐的时区为UTC+01:00、UTC+02:00（夏令时）。

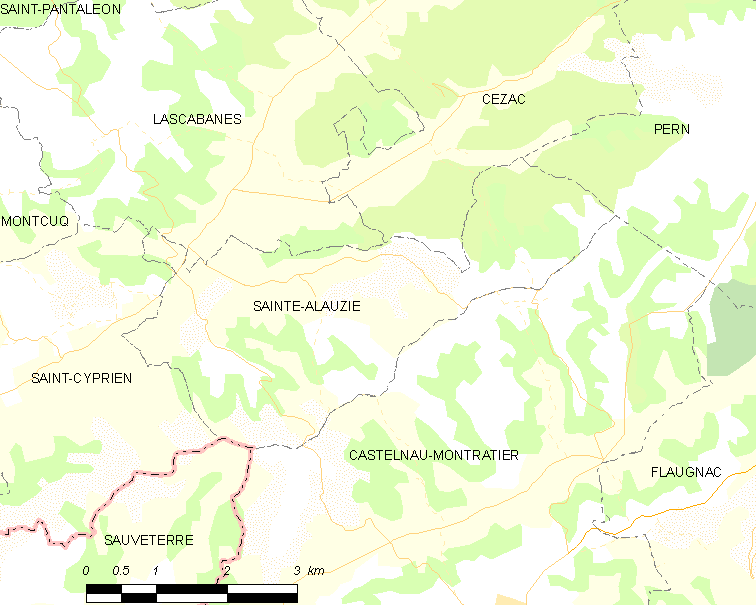
圣阿洛齐的OSM定位图

## 行政
圣阿洛齐的邮政编码为46170，INSEE市镇编码为46248。

## 政治
圣阿洛齐所属的省级选区为南凯尔西边区县。

## 人口

1962-2008年间圣阿洛齐人口变化图示

圣阿洛齐于2018年1月1日时的人口数量为107人。